# شاه تهماسب دوم
شاه تهماسب دوم (۱۷۰۴ اصفهان – ۱۷۳۹ سبزوار) از ۱۷۲۲ تا ۱۷۳۲ میلادی، دهمین شاه ایران صفوی بود. او سومین پسر شاه سلطان حسین بود. شاه تهماسب دوم پس از اشغال اصفهان به‌دست افغان‌ها و کشته شدن پدرش، برای مدتی بر بخشی از ایران حکومت می‌کرد. پس از فتح اصفهان توسط نادرقلی، شاه تهماسب دوم وارد پایتخت نیاکان خود شد.
نادر بعد از مطلع شدن از جنگ ناکام شاه تهماسب دوم با عثمانی و قرارداد نامساعد صلح به اصفهان آمد و به بزرگان و سرداران ثابت کرد که شاه تهماسب دوم لیاقت سلطنت ندارد و در نتیجه شاه تهماسب دوم را از سلطنت خلع و به مشهد تبعید کرد و فرزند خردسالش شاه عباس سوم را به جانشینی برگزید و برای حفظ قدرت، خود را نایب‌السلطنه نامید. نادر رهبران ایلی و کدخدایان روستاهای قلمروی صفوی را در اقامتگاه بزرگی در دشت مغان جمع کرد. او از مجمع درخواست کرد او یا یکی از صفویان را برای حکومت بر کشور برگزینند. پس از چندین روز جلسه، شورای کبیر مغان نادر را شاه مشروع اعلام کرد و تاج‌گذاری در ۲۴ شوال ۱۱۴۸ (۱۷۳۶ میلادی) انجام گردید.
هنگامی که نادرشاه به هند لشکر کشید پسرش رضاقلی میرزا را در ایران نایب السطنه کرد. در آن هنگام مرگ نادرشاه در هند شایع شد، تهماسب دوم که در سبزوار تبعید بود در ۷ صفر ۱۱۵۲ قمری (۱۷۳۹ میلادی) از بیم ادعای پادشاهی وی به دستور رضاقلی میرزا به قتل رسید.

## رسیدن به سلطنت
هنگام محاصره اصفهان توسط محمود افغان، بزرگان و امرای قزلباش که مأیوس از رسیدن کمک شدند تصمیم گرفتند که یکی از پسران شاه سلطان حسین را ولیعهد کنند و مخفیانه به سمتی روانه کنند که شاید جمعیتی جمع کند برای شکست محاصره اصفهان، ابتدا در تاریخ ۳ جمادی‌الثانی ۱۱۳۵ (۱۰ مارس۱۷۲۲) سلطان محمدمیرزا ۲۵ ساله پسر بزرگ شاه را انتخاب کردند ولی ظهر روز ۱۲ مارس شاه فرزند خود را به حرمسرا بازگرداند. به‌طور رسمی گفته شد که چون شاهزاده در انزوا و عزلت به سر برده، از دیدن کثرت جمعیت در مجلس وحشت کرده است و خود از شاه خواسته است که به حرمسرا بازگردد ولی علت حقیقی آن بود که شاهزاده از محمدحسین ملاباشی و رحیم‌خان حکیم‌باشی انتقاد و به شاه پیشنهاد کرده بود که آن دو را از شورای دولتی عزل کند. همچنین می‌گفتند که وی کسانی را که نتوانسته بودند در نبرد گلون‌آباد از خود شهامتی نشان دهند تهدید به مرگ کرده بود. سپس در ۷ جمادی‌الثانی(۱۴ مارس) صفی‌میرزا ۲۳ ساله پسر دوم شاه را انتخاب می‌کنند، او نیز با مخالفت ملا باشی و حکیم‌باشی مواجه شد. صفی‌میرزا موافق سلیقه پدرش نبود و می‌خواست موافق ضابطه سلطنت، عمل کند و کسانی که باعث این بحران شدند را تنبیه و بازخواست کند ولی پدرش راضی نمی‌شد مخالف رای و سلیقه خود عمل کند لذا او نیز پس از سیزده روز از ولیعهدی کناره‌گیری کرد و شایعه شد که شاهزاده بیمار شده است و در نهایت در روز ۱۹ جمادی‌الثانی(۲۶ مارس) تهماسب‌میرزا ۱۸ ساله به ولیعهدی انتخاب شد. تهماسب‌میرزا برخلاف دو برادر دیگر معایب پدر را داشت، همچنین به آسانی تحت تأثیر قرار می‌گرفت. انتخاب او به عنوان ولیعهد به همین علت مورد موافقت درباریان قرار گرفت زیرا دریافتند به سهولت می‌توانند او را آلت دست خود کنند. نارضایتی مردم که در اثر رفتار شاه با صفی‌میرزا تشدید شده بود در دوم آوریل به صورت شورش درآمد و عده‌ای خواستند شاه سلطان حسین را از سلطنت خلع کنند و برادر کاردانش عباس‌میرزا را به تخت بنشانند. ولی قوای شاه آتش انقلاب را فرونشاند. در ۷ ژوئن علی‌مردان‌خان فیلی حاکم لرستان در نامه‌ای به شاه گفت: «اگر عباس میرزا را پادشاه اعلام نکنی یا یکی از توانمندترین پسرانت را به سرداری سپاه نفرستی هیچ کاری نخواهم کرد زیرا مادام که تو زمام کشور را در دست داشته باشی هیچ کاری انجام نخواهد شد به ویژه که جز به اندرز حکیم‌باشی و ملاباشی به سخن هیچ‌کس توجه نمی‌کنی این هر دو تن آشکارا ثابت کرده‌اند که پیوسته عامل تبعید افراد بیگناه بوده‌اند همچنان‌که عامل تبعید من بودند. به‌رغم اینکه قدری به کار پرداخته اینان باز مداخله خواهند کرد ما در اینجا ناراحتیم و یقیناً نمی‌توان از اینکه پادشاه دیگری تاج بر سر گذارد چشم پوشی کرد». در شب۲۲ شعبان ۱۱۳۴ (۷ ژوئن) تهماسب‌میرزا مخفیانه همراه با دویست نفر تبریزی از اصفهان خارج شد و به سمت قزوین رفت ولی از جانب وی کمکی نرسید. سیمون آوراموف کنسولگر روسیه که در قزوین با شاهزاده ملاقات می‌کند گزارش می‌دهد: علیمردان خان کسی که کشور ایران به او امید داشت به دلیل نامشخصی از شاهزاده رویگردان شده است و هنگامی که شاهزاده در قم مطلع شد چند نفر را به دنبال او فرستاد اما علی‌مردان‌خان تقریباً همه آن‌ها را به قتل رساند و خودش به طرف مرز عثمانی و بغداد رفت همچنین در ۷ سپتامبر خبر رسید که سردارن عثمانی به سمت ایروان لشکرکشی می‌کنند و حسن پاشا نیز از بغداد با بیست هزار نفر به سمت مرز ایران می‌آید. شاهزاده در قزوین پس از گذشت چهار ماه از ترک اصفهان نتوانسته است چهارصد نفر را هم جمع کند و کسی به او توجه نمی‌کند. پس از سقوط اصفهان، تهماسب‌میرزا در تاریخ ۱۴ صفر ۱۱۳۵ در عمارت دولتخانه قزوین به سلطنت رسید. محمود افغان با شنیدن این خبر سپاهی را به قزوین فرستاد و شاه تهماسب دوم به آذربایجان گریخت. شاه تهماسب در تبریز، فریدون‌خان مکری را با ۲۵۰۰ نفر به سمت اصفهان فرستاد تا با افغان‌ها جنگ کند در همان موقع علی‌مردان‌خان فرزند خویش را با پنجاه تن نزد شاه فرستاده بود و پیغام داد که: «شاه را بر من اعتمادی نیست و مرا وفادار و صدیق به‌شمار نمی‌آورد ولی من فرزند خویش را به گروگان در پایگاه شاهی می‌گمارم تا کمال صداقت من مورد نظر پادشاه باشد، و مرا اجازه فرماید با محمود نبرد کنم تنها امیدوارم شاه وعده فرماید که پولی از من مطالبه نشود». شاه در جواب وی نوشت: «برخیز و به جلوی محمود بشتاب ما از تو هیچ پولی مطالبه نخواهیم فرمود». در اکتبر ۱۷۲۳ محمود افغان چون به نزدیک گلپایگان رسید با لشکر ۷۰۰۰ یا ۲۰٬۰۰۰ نفره فریدون‌خان درگیر شد. فریدون‌خان به راحتی شکست خورد و فرار کرد و باقی قوای وی پراکنده شدند. با این شکست گلپایگان به تصرف افغان‌ها درآمد.

## غلبه روسیه و عثمانی بر ایران
شاه تهماسب دوم به توصیه سیمون آوراموف روسی، اسماعیل بیگ سفیر خود را با اختیارات کامل برای اتحاد با روس‌ها به روسیه فرستاد، پیش از رسیدن اسماعیل بیگ به روسیه، روس‌ها دربند، بادکوبه و گیلان را تصرف کردند. با ورود روس‌ها به گیلان شاه تهماسب از طرف خود جمعی را برای دفع روس‌ها به نزدیکی رشت فرستاد ولی آن‌ها شکست خوردند. در ۲۳ سپتامبر ۱۷۲۳ پیمان سنت پترزبورگ امضاء شد که مطابق با آن دولت روسیه متعهد گردید که شاه تهماسب را در تأمین آرامش و سرکوبی شورشیان یاری دهد و در عوض شهرهای دربند، بادکوبه با نواحی مجاور آن و گیلان، مازندران و استرآباد به روسیه واگذار شود. عثمانی به بهانه پیشروی روس‌ها در داخل خاک ایران به شاه تهماسب اعلام جنگ کردند و علمای سنی عثمانی فتواهای شدیدی برای جنگ بر ضد ایرانیان صادر کردند. با حمله عثمانی در ژوئن ۱۷۲۳ به گرجستان و اشغال تفلیس شاه تهماسب نماینده‌ای به استانبول فرستاد، سلطان عثمانی به نماینده شاه اطلاع داد که چون دربند و بادکوبه در اشغال روس‌ها و اصفهان به اشغال افغان‌ها درآمده دولت عثمانی قوای خود را برای تصرف ایروان و تبریز اعزام کرده و هرگاه شاه تهماسب حاضر به واگذاری گرجستان و آذربایجان گردد سلطان عثمانی به وی کمک خواهد کرد. با حمله عثمانی به غرب ایران کرمانشاه توسط حسن پاشا حاکم بغداد تسخیر شد و با فرا رسیدن زمستان حملات متوقف شد. سفیر فرانسه در دربار عثمانی مطابق با سیاست دولت خویش برای حصول سازش میان دولت روسیه و عثمانی سعی فراوان کرد و هر دو دولت حاضر شدند در ۲۴ ژوئن ۱۷۲۴ پیمان استانبول را امضاء کنند که مطابق آن تمامی قسمت‌های اعظم شمالی و غربی ایران بین دو کشور تقسیم گردد و طرفین قبول کردند که شاه تهماسب دوم را شاه ایران بشناسند و در استقرار نظم و آرامش در کشورش کمک نمایند به شرط آنکه عهدنامه روس و عثمانی را قبول کند. شاه تهماسب با وجود آشفتگی اوضاع ایران حاضر به پذیرش این عهدنامه ننگین نشد. عثمانی‌ها با لشکری عظیم به سمت ایران هجوم همه‌جانبه نمودند. پس از فوت حسن پاشا در کرمانشاه پسرش احمدپاشا به تسخیر غرب ایران مشغول شد. با لشکرکشی احمدپاشا به سمت همدان فریدون‌خان مکری که حاکم همدان بود به بهانه جنگ از شهر خارج شد ولی به سپاه عثمانی پیوست. احمدپاشا همدان را پس از سه ماه محاصره تسخیر کرد. از جمله فرماندهان عثمانی عارف احمدپاشا حاکم تفلیس با ۶۰٬۰۰۰ نفر قوای مسلح و توپخانه سنگین، نخستین حمله خود را به ایروان آغاز کرد و ضمن کشتن ۱۰٬۰۰۰ نفر سربازان ایرانی و اسیر گرفتن ۱۵٬۰۰۰ نفر اهالی حومه شهر، غنایم فراوانی را به دست آوردند. نیروهای مهاجم در مواجهه با شهر ایروان ماه‌ها در پشت دیوارهای آن آتش گشودند و یورش‌ها بردند و سرانجام بعد از ۹۲ روز تهاجم مستمر در ۲۸ سپتامبر۱۷۲۴ ایروان را به تصرف خود درآوردند. عبدالله پاشا نیز به سمت آذربایجان لشکر کشید. شاه تهماسب که در آذربایجان بود و قصد دفع افغان‌ها را داشت سپاه فراوانی را جمع‌آوری کرده و با حمله عثمانی، مشغول به مقابله با آن‌ها شد. عبدالله پاشا در ۱ سپتامبر ۱۷۲۴ تبریز را محاصره کرد و با مقاومت سربازان ایرانی پس از ۲۹ روز جنگ به سپاه عثمانی ضربات سنگین وارد و آنان را مجبور به عقب‌نشینی به تسوج کردند. با عقب‌نشینی عبدالله پاشا از محاصره تبریز چون لشکر قزلباش خسته و ناچیز شدند شاه تهماسب به قصد دفع افغان‌ها و جمع‌آوری نیرو به سمت تهران رفت. عبدالله پاشا بار دیگر در اواسط ژوئیه ۱۷۲۵ تبریز را محاصره کرد و با وجود جانفشانی سربازان ایرانی و مقاومت مردم تبریز در ۱ اوت ۱۷۲۵ عثمانی‌ها به شهر سرازیر شدند و به مردم تبریز به شرط خروج از شهر، امان دادند. در جنگ ایران و عثمانی (۱۷۲۷–۱۷۲۳) گرجستان، ایروان، تبریز، گنجه، اردبیل، زنجان، کرمانشاه، همدان و لرستان به اشغال عثمانی درآمد.

## درگیری با اشرف افغان
در هنگام بیماری محمود افغان بزرگان افغان سپاه هشت هزار نفری به فرماندهی سیدال خان را جهت نبرد با شاه تهماسب که در قزوین بود فرستادند. شاه تهماسب توانست افغان‌ها را شکست بدهد و سیدال خان به اصفهان عقب‌نشینی کرد. اشرف افغان با مرگ محمود جانشین وی شد. اشرف هنگامی که در زندان محمود بود با شاه تهماسب محرمانه نامه‌نگاری کرده بود و در نامه به شاه تهماسب پیشنهاد داده بود که با سپاهیانش برای آزادی‌اش به اصفهان بیاید تا بتواند با افغان‌های طرفدارش محمود را سرنگون کنند و از آن پس او خدمتگزار شاه خواهد بود. با مرگ محمود و حکمرانی اشرف وضع دگرگون شد با این حال اشرف موضوع را دنبال کرد تا شاید بتواند با فریب به شاه تهماسب دست یابد. او شاهزادگان مقتول را با احترام به قم فرستاد تا در مقبره پادشاهی به خاک سپرده شوند همچنین اشرف به شهرهایی که از شاه تهماسب فرمان می‌بردند اعلام کرد که از جانب او ایمن هستند و علیه آن شهرها اقدامی نخواهد کرد و ایلچی (فرستاده) به همراه هدایایی نزد شاه تهماسب فرستاد و در نامه‌ای به این شرح نوشت که باید از این پس کدورت از میان رفع شود و به اتفاق، نظمی در ممالک ایران بدهیم و اکنون که روس‌ها فرصت کردند به چند جا استیلا یافته‌اند و دولت عثمانی طمع به ایران کرده‌اند. این درد را دوا باید کرد و هرگاه به آمد و رفت ایلچی منتظر باشیم کار از کار می‌گذرد و صلاح آن است که در میان تهران و قم، هر کدام با جمعی مساوی آمده، یکدیگر را ملاقات کنیم و بنای عهد و میثاق درست گذاریم. در اصفهان بزرگان باقی مانده صفویه که از حیله اشرف آگاه شدند نامه‌ای به شاه تهماسب ارسال کردند تا او را از حیله اشرف آگاه کنند ولی حامل نامه توسط سیدال خان که به اصفهان بازمی‌گشت گرفتار شد و او نامه را به اشرف رساند. در ۲۸ مه ۱۷۲۵ اشرف ۲۲ تن از آن بزرگان را به بهانه شکار به باغ فرح آباد دعوت کرد و ۱۹ تن از آنان را از جمله اعتمادالدوله پیشین محمدقلی‌خان و رحیم‌خان حکیم‌باشی به قتل رساند. اشرف که شنیده بود شاه تهماسب با سپاهیان اندک خود به سمت اصفهان روان است، سپاهیانش را گرد آورد و از کاشان نامه‌ای به شیوه نامه پیشین برای شاه تهماسب فرستاد تا او در گمراهی بماند و اشرف بتواند بر او شبیخون بزند. شاه تهماسب با سپاه چهار هزار نفری وارد تهران شد و در آنجا متوقف شد تا قشون نواحی دیگر به او بپیوندند. او محمدعلی خان وکیل الدوله پسر اصلان خان را به سرداری بیشتر قشون خود تعیین کرد و به قم فرستاد. اشرف متعرض قم و قشون محمدعلی خان نشد و از راه نمک زار به سمت تهران رفت. شاه تهماسب جمعی را به سرکردگی میرزا عبدالکریم اعتماد الدوله فرستاد تا از مقاصد افغان‌ها آگاه شود، آنان با لشکر انبوه اشرف مواجهه شدند و در دسامبر ۱۷۲۵ در جنوب تهران در پی حمله سخت افغان‌ها با اندک مقاومتی گریختند و میرزا عبدالکریم اسیر افغان‌ها شد. شاه تهماسب که پیش از آن بر افغان‌ها پیروز شده بود، با وجود کمی نفرات تصمیم گرفت حمله کند. سپاه قاجار به شاه تهماسب گفتند که حاضرند با اشرف بجنگند به شرط آن که از آن پس مقام اعتماد الدوله باید از قاجار انتخاب شود اما سران قزلباش با این قرار رضایت نداشتند و شاه تهماسب که ناتوان از حل اختلاف بود از حمله منصرف شد و از تهران به مازندران عقب‌نشینی کرد. و باقی سپاهیان شکست خورده‌اش به دنبال شاه روانه مازندران شدند. افغان‌ها تهران، ساوه و قم را محاصره کردند و اشرف خود به اصفهان بازگشت. در مازندران چون بیماری وبا شیوع داشت بسیاری از لشکریان شاه با آن بیماری درگذشتند. شاه تهماسب با تعداد اندکی از افراد خود به استرآباد رفت و در آنجا جماعت قاجار به او پیوستند و عزم تسخیر مشهد را کرد.

## فتح مشهد
نادرقلی کوشش‌های مکرری برای تسخیر مشهد که در دست ملک محمود سیستانی بود داشت که ناکام ماند. او هرچند پیروزی‌هایی به‌دست آورده بود و توانسته بود کلات، دستجرد و ابیورد را به تابعیت درآورد اما نفوذ ملک محمود سیستانی در سیستان و خراسان زیاد بود و او نتوانست در مبارزه با ملک محمود پیروز گردد. در سال ۱۷۲۶ میلادی شاه تهماسب دوم همراه با قشون فتحعلی‌خان قاجار که مقام وکیل الدوله را اختیار نموده بود از استرآباد وارد خراسان شدند منظور آنها از این لشکرکشی سرنگونی ملک محمود و استقرار مجدد صفویه در ایران بود. نادر نیز با قشون خود در خبوشان به خدمت شاه تهماسب درآمد و به لقب تهماسب‌قلی خان مفتخر شد. برای شاه تهماسب نیز وجود نادر لازم بود زیرا هم ارتش شاه را تقویت می‌کرد و هم شاه تهماسب می‌خواست تا خود را از نفوذ فتحعلی خان قاجار محفوظ بدارد. به هنگام محاصره مشهد فتحعلی خان قاجار به اتهام خیانت به فرمان شاه تهماسب کشته شد. نادر فرمانده کل قوای مسلح شاه شد و مشهد را در تاریخ ۱۱ نوامبر ۱۷۲۶ فتح کرد. اندکی پس از آن شاه سلطان حسین در تاریخ ۱۵ نوامبر به فرمان اشرف به قتل رسید.
پس از تسخیر مشهد اعتبار نادر بسیار بالا رفت. شاه تهماسب به امور سلطنت مشغول و نادر به مقام قورچی باشی منصوب شد. با این وجود مداخله‌های نادر در امور سلطنتی با مقاومت شاه و اطرافیان وی مواجه می‌شد، به طوری که به گفته آوراموف در ۱۵ ژانویه ۱۷۲۷ هنگامی که شاه دربارهٔ پیشنهاد آوراموف یعنی توافق با روسیه مشورت می‌کرد نادر به شاه گفت: «این روس‌ها دیگر چه کسانی هستند؟ چنانچه امر کنید همه را از دم تیغ می‌گذرانم»، شاه در جواب گفت: «این موضوع به تو ربطی ندارد و به فکر کار خود باش». شاه تهماسب در مشهد نامه‌هایی به سراسر خراسان ارسال کرد که سرکردگان و سران ایل با نیروهای تحت فرمان به حضور بیایند سران کُردهای خبوشان به شاه گفتند: تا مادامی که صاحب اختیار امور نادر باشد به حضور نخواهند آمد. همچنین محمدحسین خان زعفرانلو، جعفرقلی خان شادلو و شاهوردی خان و جمعی دیگر از سران، شاه را تشویق به آمدن به خبوشان کردند تا با قوای خود پس از دفع نادر به سمت اصفهان لشکرکشی کنند. نادر پیش از ورود شاه تهماسب به خراسان برای اینکه کُردهای خبوشان را مطیع خود کند به خبوشان لشکر کشیده بود و برای ایجاد اتحاد خواستار وصلت با خواهر محمدحسین خان زعفرانلو شده بود. پس از شکست کردها، نادر به ابیورد بازگشت تا خواسته وی از سوی سران کُرد اجابت شود. در اوایل فوریه ۱۷۲۷ نادر برای مطیع کردن دوباره کُردهای خبوشان همراه با شاه تهماسب به آنجا لشکر کشید. شاه تهماسب مخفیانه در نیمه شب با چند تن از افراد خود به خبوشان رفت و سران کُرد از او استقبال کردند. نادر پس از اطلاع از فرار شاه به افراد خود گفت که شاه را جماعت کُرد دزدیده و به قلعه بردند. نادر هنگام ورود به خبوشان با کُردها درگیر شد و شاه تهماسب نامه‌هایی به تمام مناطق به ویژه به مازندران، استرآباد و گرایلی فرستاد و نادر را به خیانت متهم کرد. جنگ سختی بین نیروهای نادر و کُردهای خبوشان درگرفت جعفرقلی خان شادلو در نبرد کشته شد و کردها شکسته خورده به قلعه بازگشتند. محمدحسین خان قصد داشت خواهر خود را که در قلعه شیروان بود به عقد شاه تهماسب دربیاورد به همین منظور او افرادی را مأمور به آوردن خواهرش کرد ولی نادر مانع آنان شد. نادر قلعه خبوشان را با وجود سرمای سخت محاصره کرد و با درخواست مصالحه کُردها به مشهد بازگشت. در ۵ مارس ۱۷۲۷ شاه تهماسب ملاباشی را برای حل اختلاف نزد نادر فرستاد. ملاباشی در جواب نادر که گفته بود که از شاه می‌ترسم که دستور قتل مرا بدهد، گفت: «شاه سوگند خورده است که به شما آسیبی نمی‌رساند»، نادر به طعنه گفت: «می‌دانم که او چقدر ثابت قدم و راستگو است، او صبح سوگند خورد به فتحعلی خان گزندی نرساند و عصر دستور داد سرش را ببرند». با این حال نادر باوجود ابراز بی‌اعتمادی، با کمال میل به آشتی با شاه تهماسب رضایت داد زیرا نادر برای رسیدن به اهداف خود به حضور شاه نیاز داشت. شاه تهماسب که از رسیدن کمک به خبوشان نامید شده بود نزدیک نوروز وارد مشهد شد. سران ایل کرد با وصلت نادر با خواهر محمدحسین خان موافقت کردند و جشن عروسی با شکوهی در مشهد برگزار شد. نادر در لشکرکشی‌های خود در خراسان شاه را با خود همراه می‌کرد. در نبرد سنگان با وجود اینکه شاه به اهالی قلعه امان داده بود نادر فرمان قتل و غارت داد و قلعه را ویران کرد. شاه از رفتار نادر مکدر شد طوری که پس از دفع نیروهای کمکی افغان‌های ابدالی هرات هنگام بازگشت نادر جهت جلب رضایت و به گفته شاه که: «آبادی ولایت و رفاه خلق باعث دوام دولت دوران عدت می‌گردد» دستور به آزادی اسرا و تعمیر قلعه داد و آذوقه مورد نیاز قلعه را فراهم کرد. شاه تهماسب اصرار داشت تا نادر به اصفهان به پیش رود ولی نادر پیش از تسخیر هرات رفتن به اصفهان را صلاح نمی‌دانست در نتیجه قرار شد شاه از نیشابور و نادر از مشهد در ترشیز بپیوندند و از آنجا با قوای خود راهی هرات شوند ولی اطرافیان شاه وی را متقاعد کردند به مازندران برود تا به طرفداران خود بپیوندد و محمدعلی خان قوللر آقاسی پسر اصلان خان را وکیل الدوله و سردار عراق و آذربایجان کند تا با قشون شاه به اصفهان لشکرکشی کند. شاه تهماسب در قلعه مشکان متوقف شد و به نادر پیام داد که خود به تنهایی عازم هرات شود. نادر در ابتدا قبول کرد ولی چون اوضاع را آشفته دید و متوجه شد که محمدعلی خان در کنار شاه است و به سمت اصفهان نرفته است مجبور شد از لشکرکشی به هرات دست بکشد. در۲۳ اکتبر ۱۷۲۷ نادر قلعه مشکان را محاصره و شاه تهماسب خود را تسلیم نادر کرد، شاه تهماسب هنگام تسلیم شدن مُهر خود را به محمدعلی خان داد و با عنوان وکیل الدوله او را سردار عراق کرد و اطرافیانش را به اطاعت از او توصیه نمود. محمدعلی خان و اطرافیان شاه که با دستور نادر از حضور شاه منع شده بودند در همان شب به مازندران گریختند. به گفته آوراموف، شاه تهماسب در آن شب ظاهراً به بهانه رفتن به دستشویی چادر خود را ترک و فرار کرد و حدود یک مایل از اردو دور شده بود که نادر آگاه شد و به تنهایی شاه را تعقیب کرد هنگامی که به شاه رسید، شاه از شدت اندوه، نزدیک بود خود را با خنجر بکشد ولی نادر آن را از دستش ربود یا به قول محمدکاظم شاه با قبضه (دسته) تبرزین مرصع زرنگاری که در دست داشت بر مهره پشت نادر نواخت و نادر او را در آغوش اخلاص و بندگی کشید. نادر سپس شاه را به اردو بازگردانیده همراه دو تن خدمه وی با نگهبانانی نیرومند به مشهد فرستاد نادر از آن پس مُهر شاه را تصرف کرد و فرمان‌های زیادی به نام شاه صادر کرد. با شورش ترکمن‌های تکه، یمرلو، سالرو که در نواحی استرآباد ساکن بودند، نادر کُردهای قراچورلو را برای سرکوب ترکمن‌ها احضار کرد ولی آنان از این فرمان سرپیچی کردند پس نادر برادرش، ابراهیم‌خان را برای تبیه آنان فرستاد و خود با شاه تهماسب به عزم سرکوب ترکمن‌ها رفت. ابراهیم خان از نجف‌سلطان قراچورلو شکست خورد و نادر پس از سرکوب ترکمن‌ها به جنگ قراچورلوها رفت. نادر پس از جنگی سخت با پیوستن قشون و توپخانه شاه تهماسب آنان را شکست داد و نجف‌سلطان مجبور به تسلیم شد. نادر، نجف‌سلطان را بخشید و توانست قراچورلوها را با خود متحد کند. به گفته آوراموف، نادر و شاه تهماسب در تابستان ۱۷۲۸ لشکرکشی مشترک به هرات کردند، ولی از آن نتیجه قطعی به دست نیامد. آوراموف ذکری از جزئیات این لشکرکشی نمی‌کند، ولی آنچه که مشخص است اگر جنگی هم رخ داده نبایستی به نتیجه‌ای منجر شده باشد. نادر و شاه تهماسب در ماه اوت به مشهد بازگشتند. اندکی پس از آن در ۲۹ اکتبر ۱۷۲۸ خبر به مشهد رسید که ذوالفقار خان برادرزاده محمدعلی خان که از جانب محمدعلی خان حاکم مازندران شده بود، استرآباد را تصرف کرده و با جمع‌آوری ۵۰۰۰ نفر از قاجارها و ترکمن‌ها اعلام کرده است که قصد دارد شاه را از چنگ نادر نجات دهد. نادر همان روز به ملاقات شاه تهماسب رفت و با سرزنش به شاه گفت: «تا کی به این اعمال احمقانه ادامه خواهی داد؟ در حالی که با خودت جنگ می‌کنی و به دشمن فرصت می‌دهی و فقط آنان از این اعمال خوشحالند»، شاه پاسخ داد: «از این مطلب بی‌اطلاعم و به ذوالفقار خان اجازه شورش نداده‌ام»، نادر در جواب گفت: «بر من مسلم است که تو به ذوالفقار خان دستور داده‌ای». به هر حال شاه برای خاموش کردن شورش با نادر همکاری کرد و با هم به مازندارن رفتند. شاه در اشرف متوقف شد و نادر خود به بارفروش رفت محمدعلی خان تسلیم نادر شد و پس از آن ذوالفقار خان خود را تسلیم نادر کرد ولی چون هنگام ورود به اردو نادر اقدام به شلیک تفنگ و زنبورک کرد، این رفتار متکبرانه او مورد خشم نادر واقع شد و نادر وی را به قتل رساند. در بهار ۱۷۲۹ نادر و شاه تهماسب به سمت هرات لشکرکشی کردند و هرات را در چند جنگ سخت محاصره کردند. افغان‌های ابدالی هرات از افغان‌های غلجایی در اصفهان درخواست کمک کردند و اشرف با لشکری بزرگ رهسپار خراسان شد حاکم سمنان خبر تهدید تصرف سمنان از سوی اشرف را به نادر رساند. نادر چاره‌ای جز پذیرش صلح نداشت و اللهیارخان حاکم هرات را در مقام خود ابقا کرد و با دریافت مبلغی خراج تسخیر هرات را نیمه تمام گذاشت و در ۱ ژوئیه ۱۷۲۹ نادر و شاه تهماسب به مشهد بازگشتند.

## فتح اصفهان

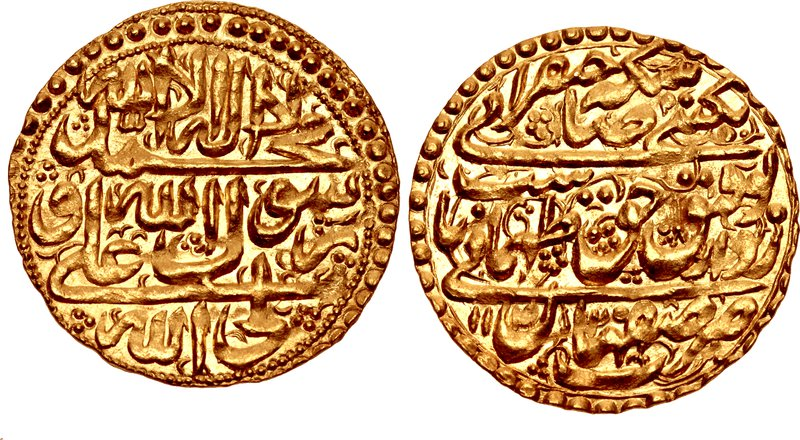
سکه شاه تهماسب دوم «بگیتی سکه صاحبقرانی/ زد از توفیق حق طهماسب ثانی» ضرب اصفهان۱۱۴۲ قمری.

نادر همراه با شاه تهماسب از راه نیشابور و سبزوار برای نبرد با افغان‌ها حرکت کرد. اشرف در ۲۹ سپتامبر ۱۷۲۹ در نبرد مهماندوست مغلوب نادر شد و به تهران و سپس به اصفهان عقب‌نشینی کرد و در نهایت در ۱۳ نوامبر ۱۷۲۹ در نبرد مورچه‌خورت در ۶۰ کیلومتری اصفهان شکست خورد و پس از بازگشت به اصفهان به شیراز فرار کرد.
شاه تهماسب دوم که به توصیه نادر در تهران بود به سمت اصفهان رفت و به نزدیکی اصفهان در روستای گز رسید و نادر به حضورش شتافت، شاه تهماسب به منظور ادای احترام به نادر از اسب پیاده شد نادر نیز از اسب پیاده شد و با کمال احترام به سوی او دوید تا از این عمل متواضعانه جلوگیری کند ولی شاه اصرار کرد که خود چند قدمی با او راه برود و گفت قادر نیست به کسی که مملکت را نجات داده و دشمنان را از اصفهان بیرون رانده است به اندازه کافی احترام بگذارد. شاه تهماسب دوم در تاریخ ۸ جمادی‌الاول ۱۱۴۲ / ۹ دسامبر ۱۷۲۹ وارد اصفهان شد و مردم او را با شوق و ذوقی که نتیجه آن تغییر ناگهانی یعنی محو ستم نفرت‌انگیز اشرف غاصب و مشاهده رفتار محبت آمیز پادشاه قانونی به وجود آمده بود، پذیرفتند. شاه تهماسب هنگامی که وارد کاخ سلطنتی شد از فراق پدر و دیدن قصری که از جلال و عظمتش جز دیوارهای بی‌زینت چیزی باقی نمانده بود متأثر گردید و با آنکه پادشاه بود از گریستن شرم نکرد. به محض آنکه وی پا به درون حرمسرا گذاشت زنی با شوق و ذوق فراوان به گردنش آویخت که دریافت این زن مادر خود اوست که پس از حمله افغان‌ها خود را به صورت کنیزی درآورده بود. پادشاه پس از آنکه از زنده ماندن یکی از والدین خویش اظهار شادمانی کرد آماده انجام دادن وظایف مربوط به سلطنت شد. نادر به شاه اعلام کرد که به وعده خود یعنی آزادسازی اصفهان عمل کرده و به بهانه پیشگیری از آشوب در خراسان قصد بازگشت به آنجا را دارد. نادر تظاهر به بازگشت به خراسان را می‌کرد، نادر به شاه اطلاع داده بود که اختیار جمع‌آوری مالیات برای تأمین حقوق سربازان را به او واگذار کند ولی شاه با این درخواست موافق نبود و از آنجا که بر شاه و وزیرانش مکشوف بود که نبرد نهایی با اشرف و بعد دفع عثمانی و روسیه بدون نادر ممکن نیست از این روی مصراً از وی خواستند که تغییر رأی داده و کار دشمن را یک سره سازد. مجلس گفتگویی از ظهر تا عصر امتداد یافت، و هنگامی که نزدیک بود نادر مجلس را ترک کند شاه تهماسب آشفتگی خاطر و ملال ظاهر کرده و تاج از سر و مهر از بغل درآورده و بر زمین زد. نادر که این وضع را دید حاضر به ماندن شد. در نتیجه نادر حق اختیار وضع مالیات برای تأمین حقوق قوای نظامی را به دست گرفت. نادر در۳ جمادی‌الثانی ۱۱۴۲ /۲۴ دسامبر ۱۷۲۹ به شیراز لشکر کشید و سپاه اشرف را کامل شکست داد و باقی اعضای خانواده شاه را که اسیر افغان‌ها بودند به اصفهان منتقل کرد، با این پیروزی، شاه با وصلت خواهرش با نادر موافقت کرد، همچنین عهدنامه‌ای به مهر شاه تهماسب نوشته شد که حکمرانی ولایات خراسان، مازندران، یزد، کرمان و سیستان مختص نادر و فرزندان‌اش باشد و نادر به نشانه حقوق خدمات و فتوحات‌اش جقه بر سمت راست سر بگذارد. اشرف در مسیر قندهار در بلوچستان به قتل رسید و سرش را با قطعه الماس گران بها که بر بازوی او بود نزد شاه تهماسب فرستادند و شاه نیز آن الماس را به فرستاده بخشید.

## جنگ با عثمانی

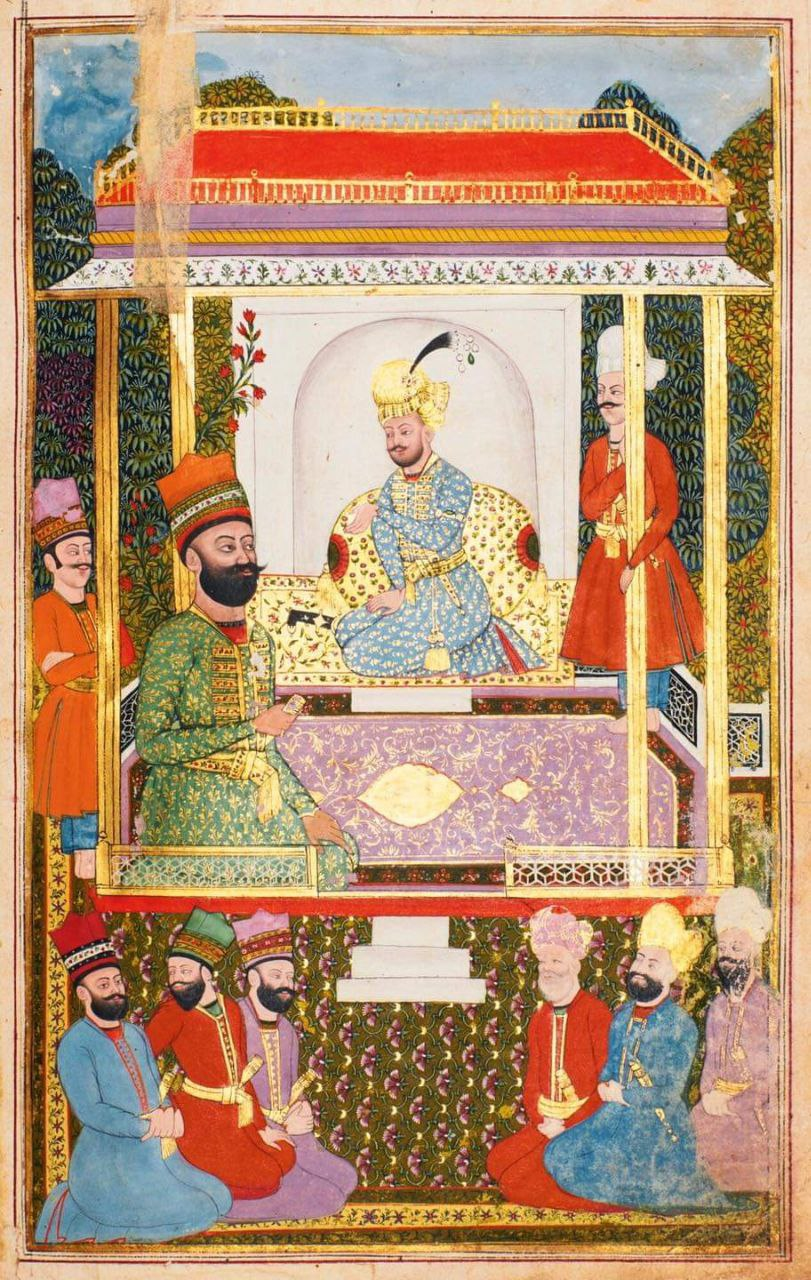
نادر در دربار شاه تهماسب دوم در کتاب جهانگشای نادری.

نادر همدان و کرمانشاه را فتح کرد و بعد از فتح اردبیل و تبریز، عثمانی‌ها خواهان متارکه جنگ شدند و چون ابدالی‌های هرات شورش کرده بودند نادر هم این پیشنهاد را پذیرفت و فسخ عزیمت به نخجوان و ایروان کرده و به سمت خراسان رفت. بعد از مدتی شاه نماینده عثمانی را که برای به‌دست آوردن تأییدیه نادر دربارهٔ پیمان صلح آمده بود به حضور پذیرفت. شاه با این پیام او را مرخص کرد که: «اگر مخدوم تو می‌خواهد با ایران آشتی کند باید همهٔ سرزمین‌های ایرانی و ایرانیان اسیر و همهٔ خساراتی را که ایران در جنگ‌های ایران و ترک (عثمانی) متحمل شده باز پس دهد وگرنه جنگ ادامه خواهد داشت». شاه تهماسب در ماه جمادی الثانی ۱۱۴۳ (۱۷۳۰ میلادی) از اصفهان به سمت آذربایجان رفت. در تبریز بیستون بیگ افشار را که از طرف نادر حاکم تبریز شده بود را عزل کرد و به جای او محمدقلی خان سعدلو را حاکم تبریز کرد و با ۱۸٬۰۰۰ نفر به سمت ایروان رفت. عثمانی‌ها اردوباد و نخجوان را خالی کردند و به قلعه ایروان نزد علی پاشا رفتند و علی پاشا نیز کنار رود زنگی چای سه فرسخی ایروان مستقر شد و راه آمد و شد را بر سپاه قزلباش بست. سپاه شاه تهماسب از رود زنگی چای عبور کردند و علی پاشا به مقابله پرداخت، علی پاشا شکست خورد و به ایروان بازگشت. در آن معرکه ۹۰۰۰ نفر از عثمانی‌ها کشته شدند و توپخانه و اسباب دشمن به غنیمت گرفته شد. شاه تهماسب در سه فرسخی قلعه ایروان سمت غربی آن به مدت هجده روز مستقر شد و عثمانی‌ها با توپ و تفنگ از بالای قلعه مانع نفوذ قزلباش‌ها می‌شدند و چون راه آذوقه مسدود بود، شاه تهماسب مجبور شد به تبریز بازگردد. هنگام بازگشت علی پاشا آن‌ها را تعقیب کرد و به قوای عبدالله پاشا پیوست و چون این اتحاد باعث تقویت دو قشون شد، ایرانی‌ها در جنگی که نزدیک شهر اسدآباد روی داد شکست خوردند و به حدود رود زنگی چای عقب نشستند. عده‌ای از آن‌ها در آب غرق و عده زیادی دستگیر شدند. در میان آن‌ها صفی‌قلی خان سردار کاردان و شجاع سپاه اسیر و در استانبول مقابل سلطان عثمانی گردن زده شد. در تبریز به شاه تهماسب خبر رسید که علی‌پاشا از ایروان و احمدپاشا حاکم بغداد مأمور به تصرف آذربایجان و غرب ایران شدند، احمدپاشا با سپاه بسیار (حدوداً ۱۶۰٬۰۰۰ نفر) کرمانشاه را به تصرف درآورد و از آنجا به سمت همدان که عزم تسخیر آن بود رفت و شاه تهماسب نیز به جمع‌آوری قشون از ولایات و نواحی مشغول شد و پس از پیوستن قوای محمدعلی خان حاکم فارس، از راه درجزین با سپاه خود (حدوداً ۷۰٬۰۰۰ نفر) به سمت همدان رفت و در کوریجان با سپاه احمدپاشا رو در رو شد. شاه تهماسب جناح راست سپاه را به محمد خان بلوچ، جناح چپ را به رجبعلی خان اعتمادالدوله و قلب سپاه را به محمدعلی خان سپرد و خود در میانه قلب سپاه قرار گرفت. احمدپاشا پس از دیدن جمعیت و توپخانه سپاه شاه تهماسب به حیله پیغام صلح و ترک نبرد به میان آورد. به گفته میرزا مهدی خان، امرای نابخرد شاه که راضی به صلح شدند پیکی را به اردوی عثمانی فرستادند روز بعد پیش از آنکه فرستاده احمدپاشا به اردو شاهی برسد سپاه عثمانی به پیش راند و امرای شاه که بین صلح و جنگ بودند در نهایت با شلیک توپ به سمت دشمن جنگ را آغاز کردند. به گفته میرزا محمدکاظم، فرستاده احمدپاشا به اردو شاهی رسید و نامه‌ای به شاه تهماسب داد که نوشته بود سلطان عثمانی در صورتی که آذربایجان، همدان و کرمانشاه در تسلط عثمانی باشد راضی به صلح است، شاه تهماسب نامه را پاره کرد و فرمان حمله را داد. سوار نظام ایران سه بار بر سوار نظام عثمانی حمله برد و چنین به نظر می‌رسید که پیروزی از آن شاه ایران خواهد بود ولی پیاده‌نظام عثمانی که متشکل از افراد آزموده‌تری بود سرانجام پیاده‌نظام ایران را از پای درآورد و سپس کار سوار نظام را نیز ساخت و شاه تهماسب را با سه هزار سپاهی محاصره کرد، شاه تهماسب به زحمت خود را از محاصره رهایی بخشید. شاه تهماسب به هنگام گریز از اسب فرو افتاد و در راه ماند و یکی از سپاهیان عثمانی خواست او را با گلوله بزند که احمدپاشا مانع از این کار شد. آنگاه قزلباش‌ها به زحمت اسبی برای شاه رسانیدند. در نتیجه حدود چهار پنج هزار نفر سواره و پیاده قزلباش در آن معرکه کشته و اسیر شدند و تمامی توپخانه و اثاثه شاهی و اهل اردو به تصرف عثمانی درآمد و بقیه لشکر فرار کردند. احمدپاشا کرمانشاه و همدان را تصرف کرد و علی پاشا تبریز و مراغه را تسخیر کرد. شاه تهماسب برای اینکه مبادا با ورود به اصفهان احمدپاشا مانند افغان‌ها اصفهان را محاصره کند به قم رفت تا سپاه استرآباد و مازندران را جمع کند و اگر سپاه عثمانی تعقیب کردند ناچار به خراسان رفته و به نادر ملحق شود، شاه تهماسب وقتی مطلع شد که احمدپاشا به بغداد بازگشته است به اصفهان بازگشت و در روز ورود، اصفهان را چراغان نموده و مشغول به عیش و عشرت شد. در نتیجه جنگ‌های داخلی عثمانی و ترس از بازگشت نادر و تجربه پیروزی‌های سال‌های گذشته ایرانی‌ها احمدپاشا مأمور شده بود تا با ایران صلح کند و در نهایت در تاریخ ۱۶ ژانویه ۱۷۳۲ عهدنامه صلح معروف به عهدنامه احمدپاشا امضاء شد که به موجب آن کلیه ایالاتی که در تصرف عثمانی بود به ایران بازگردانده می‌شود ولی از شمال رود ارس متعلق به عثمانی می‌باشد. مدتی بعد پیمان رشت بین ایران و روسیه منعقد شد که به موجب آن روسیه از نواحی متصرف شده خود به غیر از شمال رود کر را تخلیه کردند.

## خلع از سلطنت
نادر در تاریخ ۲۰ رمضان ۱۱۴۴ (۱۷۳۱ میلادی) قعله هرات را فتح نمود و بعد از مطلع شدن از شکست شاه تهماسب دوم و صلح با عثمانی در محرم ۱۱۴۵ (۱۷۳۲ میلادی) از هرات روانه اصفهان شد و نامه‌ای برای سلطان عثمانی فرستاد که یا تمامی ولایات ایران را برگرداند یا آماده جنگ شوند. در ابتدا شاه تهماسب هراسی از او داشت و به روستای سرچشمه در دوازده فرسخی اصفهان رفت تا هرگاه نادر ارادهٔ بد نسبت به او داشت از آنجا بگریزد، در آخر نادر بعضی از نزدیکان و امرای دولت را طلبید و به واسطه آن‌ها شاه را از خود مطمئن ساخت که عزم رزم با احمدپاشا و تسخیر بغداد را دارد و گفت به خدمت پادشاه رسیده و بعد از رخصت به بغداد می‌روم، شاه درنهایت متقاعد شد و به اصفهان بازگشت. نادر در تاریخ ۴ ربیع الاول ۱۱۴۵ (۱۷۳۲ میلادی) با لشکری فراوان متشکل از افغان‌ها وارد اصفهان شد و در باغ هزار جریب اقامت کرد. بعضی از بزرگان دولت به شاه تهماسب گفتند که تهماسب‌قلی خان آن تهماسب‌قلی خان سابق نیست و با احتیاط با او ملاقات کنید و اگر حکم شود ما می‌توانیم در هنگام آمدن او به جهت سلام او را از میان برداریم ولی پادشاه ساده دل در جواب فرمود که میان او و ما قرآن است و هرگز از او نسبت به من خیانتی نخواهد شد. نادر به خدمت شاه رفت و سخن از عزم نبرد با عثمانی را در میان آورده و مختار شد و عازم حرکت شد. روزی نزدیکان شاه ترغیب رفتن پادشاه به منزل نادر که از باغ‌های پادشاهی بود کردند و پادشاه در خلوت سوار شده به آن باغ رفت و نادر پیاده استقبال نموده به مراسم خدمت پرداخت و بساط عشرت گسترده و التماس ماندن آن روز را کرد چون پادشاه به استراحت مشغول شد نادر چند کس از سرداران لشکر خود را طلبیده و از عزل شاه تهماسب و به سلطنت رساندن پسرش عباس میرزا که کودک دوماهه بود سخن راند.به گفته محمد محسن مستوفی، شاه تهماسب در باغ هزار جریب به مدت سه روز به لهو و لعب و باده گساری پرداخت و به گفته هنوی، شاه تهماسب در نتیجه خستگی یا خوردن داروی بیهوشی پس از نوشیدن اندکی شراب به خواب رفت و در آن حال مورد تمسخر دست پروردگان نادر قرار گرفت. آنگاه نادر دستور داد او را به اتاقی ببرند و تحت نظر نگه دارند و نوکران پادشاه را زندانی کنند. هنگامی که شاه تهماسب از عزل خود مطلع شد و امرای خود از جمله حسنعلی خان معیرباشی و محمدخان بلوچ به دستور نادر تاج و جقه پادشاهی را درخواست کردند گفت: 
«حال مدت دویست و پنجاه سال می‌شود که اباعن جد ما در ممالک ایران به فرمانروایی مشغولیم. و رعیت و سپاه از یمن دولت آبا و اجداد ما آسوده حال و فارغ بال در مهاد امان بوده، چه خوشی‌ها و چه محبت‌ها که از ما ندیده‌اید. و سال‌های سال و قرن‌های بیشمار در ظل عاطفت و مرحمت ما آسایش گرفته، نمک پرودهٔ این اجاق بودید. و حال به جهت ده روز عمر بی‌اعتبار و برای یک نفر خراسانی مردم آزار، حقوق چندین سالهٔ ما را فراموش نموده به عزل ما و به نصب آن اقرار می‌دهید. امید به درگاه واهب بی‌منت و بخشنده بی‌ضنت چنان است که هیچ‌یک از شما به مدعا و مقاصد خود نرسیده، روسیاه دارین باشید و عنقریب است که همین شخص که حال به سلطنت آن راغب و همگی متفق الفظ گردیده‌اید و ما را خائن و آن را سزاوار امور کشورستانی می‌دانید، به همگی اهالی ایران به نحوی استیلا یافته قصاص نماید که عبرت للعالمین و بصیرت روز واپسین گردد».
کشیش دوسرسو شرحی را که از سوی دربار مسکو به نماینده خودشان در لندن ارسال شده بود نقل می‌کند: «نادر چون از شرایط صلح آگاه گردید بسیار خشمگین شد و بدون اطلاع به شاه بی‌درنگ اعلامیه‌ای صادر کرد که در آن لقب ولی نعمت (جانشین سلطنت) را اختیار کرد و اعلام داشت عهدنامه‌ای که اخیراً با ترکان (عثمانی) منعقد شده است بسیار برای دولت ایران زیان آور است، زیرا بهترین ایالات آن را به ترکان داده است، به همین علت من، تهماسب‌قلی خان به همراه لشکری عظیم به مقابله دشمنان ما یعنی ترکان می‌شتابم تا آن ایالات را بازستانم و اسیران ایرانی را آزاد سازم. نادر با ۳۰٬۰۰۰ نفر نیرو در تاریخ ۲۶ اوت ۱۷۳۲ وارد اصفهان شد و در یکی از باغ‌های شاه (باغ هزار جریب) اردو زد سه روز بعد از ورودش به حضور شاه رسید (که از او به سردی استقبال کرد) و پس از برگشت به قرارگاه خود بسیاری از نوکران شاه را دستگیر نمود در ۱ سپتامبر۱۷۳۲ شاه شخصاً برای ملاقات با نادر از شهر خارج شد. نادر شاه تهماسب را در رأس افسران خود با احترام تمام پذیرفت و بعد از آنکه او را به خیمه خود برد از شاه تقاضا کرد که بنشیند. شاه از او پرسید به چه علت نوکران او را دستگیر کرده است؟ نادر با کمال غرور پاسخ داد: زیرا اعلیحضرت به چنین اشخاص تنبلی نیازی ندارد. شاه که بسیار رنجیده بود برخاست که برود ولی نادر او را متوقف ساخت و پس از آن او را به منزل مجاور راهنمایی کرد و تمام شب او را نگه داشت. روز بعد، در تاریخ ۲ سپتامبر ۱۷۳۲ سردار (نادر) به چادر خود رفت و همه افسران لشکرش را گرد آورد و پس از نشستن به آن‌ها چنین گفت: «به‌طور کلی شاه شایستگی سلطنت و حکومت را ندارد و بر اثر رفتار نامناسبش باعث شرمساری کشور آن‌ها شده و تعداد زیادی از ایرانیان را به کشتن داده است و این که تا حالا آن‌ها مجبور شده‌اند به علت نبودن جانشین تاج و تخت همه این مصائب را تحمل کنند، اما اکنون چون شاه پسری سه‌ماهه به نام عباس دارد مناسب می‌دانم که تاج را بر سر او بگذارم، به عقیده من مقتضی است از این به بعد پدرش را تحت مراقبت شدیدی قرار دهیم و برای او مادام العمر یک مقرری مناسبی تعیین کنیم». پس از آن تا مدتی سکوتی عمیق در میان افسران برقرار شد ولی سرانجام چون بعضی از آن‌ها سخنان نادر را تصویب کردند، آن سردار (نادر) دستور داد جقه سلطنتی را از سر شاه بردارند. سپس نادر به دنبال همسر شاه و پسر او فرستاد که هر دو را به‌طور آشکار به مقابل لشکریان بردند. مادر را برای پوشیده بودن به چادر بردند. پس از مدت کوتاهی شاهزاده را با عمامه و جقه سلطنتی به نزد نادر فرستادند سپس نادر دستور داد سکه و مهرهای جدیدی به نام شاه عباس بزنند و همه وزرای سالخورده و اشخاص دیگر از طرفداران پادشاه مخلوع، دستگیر و به خراسان تبعید شدند و شاه معزول نیز در تاریخ ۵ سپتامبر ۱۷۳۲ تحت نظر نگهبانانی مرکب از ۱٬۵۰۰ نفر به آنجا فرستاده شد. در ۸ سپتامبر۱۷۳۲ نادر با لشکر خود وارد شهر اصفهان شد و در قصر سلطنتی اقامت کرد در همان روز او دستور داد در کاخ چهل ستون گهواره‌ای باشکوه قرار دهند که در آن شاه صغیر نهاده شد و کنار گهواره عمامه، جقه سلطنتی و شمشیری قرار دادند. آنگاه نادر روحانیون و سادات را گرد آورد و بعد از اینکه فرماندهان سپاه جلوس شاه را تبریک گفتند در حضور آن‌ها به نماز پرداخت».
در۱۴ ربیع الاول ۱۱۴۵ شاه تهماسب دوم از سلطنت خلع شد و او را روانه مشهد کردند و فرزند خردسالش عباس میرزا در ۱۷ ربیع الاول ۱۱۴۵ به سلطنت رسید به گفته هلندیان، نادر به سپاهیان خود سخاوتمندانه مواجب می‌داد. او کتاب‌های کتابخانه پادشاهی و تابلوها و تصاویر را در میان افراد سپاه خود پخش کرد. نادر تمام امور مملکت را به دست گرفت و برای همه ممالک ایران حاکم از خود تعیین نمود و شاه عباس سوم را به قزوین فرستاد. جماعت بختیاری سر از این معامله پیچیده شورش کردند و حاکم جدید را کشتند نادر به جهت تنبیه آن‌ها از اصفهان به آنجا رفته و پس از جنگ و جدال متابعت کردند. حاکمان جدید شهرها حکومت خود را با اخاذی‌های بسیار از مردمان هر شهر آغاز کردند، بسیاری از مردم که استطاعت پرداخت را نداشتند در زیر ضربات چوب و فلک جان سپردند.

## مرگ و خانواده
تهماسب دوم یک سال پس از خلع از سلطنت از مشهد به مازنداران و پس از به سلطنت رسیدن نادرشاه در سال ۱۷۳۶ میلادی همراه با فرزندش عباس‌میرزا به سبزوار تبعید شدند.
به گفته میرزا محمدکاظم به مدت ده ماه از نادرشاه خبری نرسید و مرگ نادرشاه در هندوستان شایع شد، محمدحسین خان قاجار دولو که از ملازمان رضاقلی میرزا بود توصیه کرد که تهماسب دوم و فرزندانش را باید به قتل رساند تا هرگاه خبر ناخوشی از نادرشاه برسد همان جماعت سبزواری او را دوباره به پادشاهی می‌رسانند این گفته را رحیم سلطان مروی و محمدحسین خان کُرد و امیرخان جلایر تصدیق کردند، رضاقلی‌میرزا بعد از دو شبانه روز مشورت، محمدحسین خان قاجار و اردوغدی بیگ چگینی سبزواری را با چند نفر دیگر به سبزوار فرستاد تا تهماسب دوم را با اهل حرم آن به قتل برسانند، محمدحسین خان به محل اقامت تهماسب دوم رفت و به خواجگان اعلام نمود که تهماسب دوم از حرمسرا به دیوانخانه بیاید که نواب جهانبانی (رضاقلی‌میرزا) سفارشاتی دارند که باید به عرضشان برسانم، تهماسب دوم که متوجه مقصود وی شد اهل حرم را طلبید و شروع به گریه و وداع کرد و آنگاه صدای غلغله و شیون از حرمسرا برخاست، هرچند که تهماسب دوم اراده به بیرون رفتن می‌کرد ولی اهل حرم نمی‌گذاشتند و از صدای غلغله ایشان اهل سبزوار سراسیمه هجوم آوردند، در نهایت محمدحسین خان وارد حرمسرا شده و تهماسب دوم را با طناب خفه کرد و فرزندش عباس‌میرزا را که خود را به جسد پدر رسانده بود و گریه می‌کرد با ضرب شمشیر به قتل رساند. اسماعیل‌میرزا پسر کوچکتر تهماسب دوم که در چاهی مخفی شده بود را بیرون آوردند و هر چقدر اهل حرم التماس کردند که او را به قتل نرسانند فایده نداشت و سر از تنش جدا ساختند و چهار پنج نفر از اهل حرم که باردار بودند به فرمان محمدحسین خان به قتل رسیدند. داستان کشته شدن تهماسب دوم را یکی از قزلباش‌ها در سبزوار برای آروتین طنبوری که همراه سفیر عثمانی در بازگشت از هند در شهر هرات از حضور نادرشاه بازمی‌گشته نیز نقل کرده است. طبق روایت یکی از مبلغان مذهبی به نام کشیش لئاندر، نادرشاه قبل از آن که به هندوستان حمله کند دستورهایی برای پسرش، رضاقلی‌میرزا حاکم خراسان که تهماسب دوم را تحت نظر داشت، فرستاد که او را به قتل برساند و مرگ او را به چنان شیوه‌ای اعلام کند که مردم کشور به‌طور کلی این حقیقت را بپذیرند که سلسله صفویه منقرض شده است. شاهزاده رضاقلی‌میرزا دستور داد همهٔ همسران اندرون تهماسب دوم و کودکان آن‌ها را بی‌درنگ به قتل برسانند و سرانجام تهماسب دوم را خفه کنند. به گفته میرزا محمدخلیل، نادرشاه قبل از عازم شدن به هندوستان به پسرش رضاقلی‌میرزا در خفیه فهمانیده بود شاید طلبیدن او به کابل برای القای این مطلب بود که بعد از رفتن من تهماسب دوم و عباس‌میرزا را از میان بردارد، زمانی که محمدحسین خان قاجار به سبزوار آمد تهماسب دوم متوجه مقصود او شد و به بهانه شکار از شهر خارج می‌شود اما محمدحسین خان قاجار به قصد وی پی برد و او را دستگیر کرد و به قتل رساند و فرزندش عباس میرزا را در چاهی سرنگون و هلاک کرد و جسد هر دو در حرم امام رضا در مکانی که به صفه شاه تهماسب بزرگ مشهور بود دفن شدند.
شیخ حزین فرزندان شاه تهماسب دوم را عباس میرزا و سلیمان میرزا می‌داند و معتقد است که هر دو قبل از قتل پدر فوت شده بودند. به گفته میرزا محمدخلیل، شاه تهماسب دوم دو پسر داشت یکی القاس میرزا که در دوران پدر فوت شده بود و دومی عباس میرزا مذکور و یک دختر داشت که با میرزا احمد نیازی برادر شاه اسماعیل سوم ازدواج کرد که حاصل این ازدواج یک دختر بود. سلیمان میرزا نام عمه زاده شاه تهماسب دوم بود که در اکثر سفرها همراه او بود که شیخ حزین به اشتباه او را از فرزندان شاه تهماسب دوم می‌دانست. ابوالحسن قزوینی فرزندان شاه تهماسب دوم را عباس میرزا و حسین میرزا می‌داند.
مادر شاه تهماسب دوم در سال ۱۱۸۰ قمری درگذشت، او کریم خان زند را وصی خود کرده بود و او را در قم به خاک سپرد.

## ظاهر و شخصیت

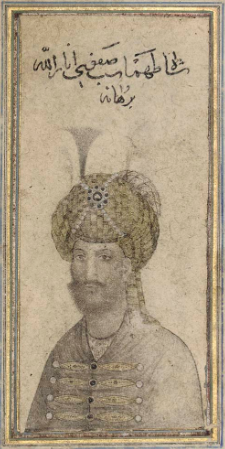
نگاره شاه تهماسب دوم.

شاه تهماسب دوم پس از سقوط اصفهان چون در ابتدای جوانی بود و از حادثه اصفهان و محبوس بودن پدر و مادر و خانواده‌اش توسط افغان‌ها به شدت افسرده و محزون بود یکی از امرای جاهل به خیال آنکه او را از غصه و اندوه برارد، اسباب عیش و طرب را برای او فراهم کرد و او را تکلیف به خوردن شراب نمودند و با اندک زمانی به آن شیوه از حد اعتدال خارج شد. هلندیان در اصفهان شاه تهماسب را مردی خوش چهره توصیف کرده بودند، گفته می‌شد که نسبت به سن خود که ۲۸ ساله بود حساس است و معتقد بودند که او الکل را از زنان بیشتر دوست می‌دارد. از جمله سرگرمی‌هایش تیراندازی با سلاح‌های گوناگون بود. شاه تهماسب پیش از عزیمت به ایروان فرمان داده بود بره‌های بسیار جوان زیر شش ماه را سلاخی نکنند. دلیل صدور فرمان مذکور این بود که شاه به چشم خود دیده بود که یکی از سپاهیانش بیشتر مواجب خود را صرف خرید جامه‌هایی کرده که از پوست بره بوده‌اند. وی سخت خشمگین گفته بود: «من به تو مواجب نمی‌دهم که جامه بخری بلکه برای هزینه خانواده‌ات می‌پردازم و تو باید با جامه معمولی سپاهیان بجنگی» و این سپاهی را به چوب و فلک آنقدر زده بودند تا جان سپرده بود. شاه همچنین فرمان تعطیل اردوبازار را صادر کرد چون دیده بود که یک سپاهی یک و نیم محمودی برای خرید هندوانه‌ای می‌پردازد و این خرید شاه را سخت خشمگین ساخت. از آن پس سپاهیان ناگزیر با گندم و جوی که شاه برایشان فراهم می‌کرد شکم‌های خود را سیر می‌کردند. شاه فرمان‌های دیگری نیز صادر کرد دایر بر اینکه از این پس پارچه‌های تجملی فاخر و جواهر آلات زرین و سیمین زنانه نباید بافته و ساخته شود. هر چه زر و سیم است باید در ضرابخانه ذوب و تبدیل به سکه گردد. شاه تهماسب پیش از مقابله با سپاه احمدپاشا به ناظر بیوتات فرمان داد که: «عوایدی را که به ملایان داده می‌شد و ما یقین داریم که هر سال بیش از ۱۰۰٫۰۰۰ تومن بوده برای پرداخت مواجب سپاهیان اختصاص دهید و سردار محمدخان بلوچ باید این عواید را از قزوین، قم، تهران، ساوه، کاشان و فراهان جمع کند».

## مدعیان شاهزادگی و سلطنت
هنگامی که شاه سلطان حسین تسلیم محمود افغان شد شاهزادگان در عمارت دمورقاپی بودند و مطلقاً گزارش نشد که شاهزاده‌ای از اصفهان گریخته باشد، تمامی شاهزادگان ذکور در اصفهان به قتل رسیدند و شاه تهماسب دوم تنها مدعی حقیقی سلطنت صفویه بود.

### صفی میرزا
در سال ۱۱۳۷ قمری صفی‌میرزا که از طایفه کرایی بود در خلیل‌آباد بختیاری ادعای شاهزادگی و فرزند شاه سلطان حسین را کرد و خواهرش را که در نزدیکی اصفهان سکونت داشت که بعداً او را نزد خود آورد شاهد ادعای خود کرد، وی می‌گفت اولاً نام من ابوالمعصوم میرزا بوده و این نام را خودم گذاشته‌ام محمدحسین خان حاکم بختیاری از ساده لوحی وجود وی را مقتنم شمرده و از وی اطاعت کرد و در منابر و مساجد به نام شاه تهماسب دوم خطبه خواند و اسم خود را ثانی اسم شاه کرد. اهالی شوشتر و کهگیلویه و روسای آن از وی اطاعت کردند هنگامی که نادر و شاه تهماسب در مشهد بودند و از اقدامات وی آگاه شدند نادر به امرای بختیاری اطلاع داد که شاهزادگی منحصر به شاه تهماسب است و ادعای صفی‌میرزا خلاف واقع است. اطرافیان صفی‌میرزا پراکنده شدند و در دهدشت که مقر حکمرانی صفی‌میرزا بود او را در سال ۱۱۴۰ قمری به قتل رساندند.

### سید احمد
سید احمد نوه میرزا محمد داوود مهر شاه تهماسب دوم را جعل کرد و با فرمان جعلی، خود را حاکم کرمان و فارس خواند و جمعی را فراهم کرد. زبردست خان که از جانب محمود حاکم شیراز بود به مقابله با وی پرداخت سید احمد شکست خورد و به ابرقو رفت مردم ابرقو که از جعلی بودن حکم وی آگاه شدند وی را دستگیر کردند و بعد از دو ماه حبس فرار کرده و جمعی را فراهم کرد و کرمان را متصرف شد در ۱۴ ربیع الاول ۱۱۴۰ اعلام پادشاهی کرد و سکه به نام خود ضرب کرد بعد از مدتی جمعی از طرف اشرف افغان مأمور به دستگیری وی شدند و سید احمد بالاخره دستگیر شد و در اصفهان به قتل رسید.

### سید حسین
درویشی به نام سیدحسین که از قندهار همراه افغانی‌ها به اصفهان آمد در اصفهان که ماجرای صفی میرزا و قتل وی را که شنید به طوایف جوانکی رفت و مدعی شد که عباس‌میرزا برادر شاه سلطان حسین است و جمعی را فراهم آورد این خبر به سرکردگان اصفهان رسید و وی را به قتل رساندند.

### شاهزاده خرسوار
وی با ادعای فرزند شاه سلطان حسین خود را سلطان محمدمیرزا نام نهاد و چون سوار خر بود به شاهزاده خرسوار معروف شد او در شمیل چهارصد پانصد نفر از اعراب بندرها را جمع کرد و از آنجا نزد عبدالله خان حکم بلوچ رفته و جمعی از بلوچ نیز همراه او شدند و عازم بندر شدند، با سید احمد مجادله نمود و سید احمد را شکست داد، در آخر جمعی از طرف اشرف افغان با وی درگیر شدند و شکست خورد و به هندوستان گریخت. بندر و تمام متصرفات وی زمینه متصرفات افغان شد.

### زینل قلندر
زینل قلندری است که فرزند ابراهیم خان طسوجی بود که با ادعای فرزند شاه سلطان حسین خود را اسماعیل‌میرزا نامید و با جماعت صوفیان، رانکوه و دیلمان را متصرف شد، حاکم گیلان محمدرضا خان عبدالله قورچی باشی این خبر را که شنید و با دو سه هزار نفر عازم به دفع اسماعیل‌میرزا شد در کوهستان با وی جنگ کرد و شکست یافته و به تنکابن برگشت و اسماعیل‌میرزا لاهیجان را نیز متصرف شد محمدرضا خان عازم لاهیجان شد و وی را شکست داد اسماعیل‌میرزا به کهدم گریخت و ماسوله تا رشت و خلخال را متصرف شد در اردبیل بقعه شیخ صفی را تعمیر کرد و نذورات و صدقات داد و با روسیه که در حوالی اردبیل بودند جنگ کرد که شکست خورد. با جمعی از شاهسون که با خود همراه کرده بود با علیقلی خان شاهسون که طرفدار روسیه بود جنگید و باز مغلوب شد و به ماسوله رفت جمعی از مردم ماسوله که طرف روس‌ها بودند و از کارهای بی حساب اسماعیل‌میرزا به تنگ آمده بودند در ماسوله وی را به قتل رساندند و سرش را برای روس‌ها فرستادند.

### اسماعیل میرزا
در تاریخ جهانگشای نادری گفته شده اسماعیل‌میرزا مدعی بود برادر کوچکتر شاه تهماسب دوم است. او اظهار داشت که بخاطر وفاداری یکی از خدمتگذاران خویش از چنگ محمود افغان رهایی یافته، او ابتدا به کهگیلویه که در آنجا صفی‌میرزا نیز مدعی برادر شاه تهماسب بود رفت، صفی‌میرزا او را احضار کرد و گوش و بینی اسماعیل‌میرزا را برید و رهایش کرد و بعدها به اصفهان بازگشت هنگامی که شاه تهماسب از ایروان بازگشت و نادر در هرات بود درباریان بعد از تأیید نسب اسماعیل‌میرزا با او همداستان شده بودند تا او را به سلطنت برسانند، یکی از اهل توطئه نقص عهد کرد و شاه تهماسب را مطلع کرد، شاه تهماسب او را دستگیر کرد و بعد از سؤال و جواب و تحقیق اسماعیل‌میرزا را به قتل رساند. بازرگانان هلندی روایت دقیق‌تری از این توطئه دارند، در دهم آوریل ۱۷۳۲ توطئه‌ای علیه جان شاه کشف شد. این توطئه توسط بیژن بیگ غلام شاهی که خود را برادر شاه می‌خواند سازمان یافته بود وی در زیر چوب و فلک اعتراف کرد که پسر اللهوردیخان غلام شاه سلیمان است. همدستان او در این توطئه عبارت بودند از یکی از رئیسان کرد، یکی از رئیسان افشار، جعفر خان افغان آخرین حاکم افغانی شیراز، میرزا محمد جبه دار باشی و دو تن از خواجگان حرم پادشاهی که از سوی نزدیک ۴۰۰۰ مرد از صاحب منصبان و سپاهیان حمایت می‌شدند. یکی از غلامان شاه وانمود کرده بود که با توطئه گران همدست است اما به بهانه آوردن مهر خود برای امضای پیمان نامه در ظاهر به خانه رفت اما در واقع یکراست به خانه شکارچی باشی شاه آمد و او بی درنگ شاه را از توطئه آگاه ساخت شاه تهماسب فرمان دستگیری و محاکمه توطئه گران را صادر کرد. همه سران توطئه را سر بریدند، پیکر جعفرخان را به آتش کشیدند و پیکرهای دیگران را جلو شیران و سایر جانوران افکندند زنان توطئه گران را زنده زنده در لوله‌های دودکش‌ها گذاشته گرداگردشان را آجر پوش کردند تا بتدریج جان دادند. توطئه گران پیشاپیش غنایم را میان خودشان تقسیم کرده بودند و هر یک بخشی از شهر را به خود اختصاص داده بود تا خودسرانه هر چه دلش بخواهد انجام دهد. در نتیجه این توطئه شاه تهماسب دربارهٔ خوردن، آشامیدن و سوارکاری خود وسواس بیشتری نشان می‌داد و بر تعداد میر مطبخان یا چشندگان غذا و محافظانش افزود.

### محمد علی رفسنجانی
محمدعلی رفسنجانی مشهور به صفی‌میرزا ثانی در محرم ۱۱۴۲ در لباس درویشی وارد شوشتر شد بعضی افراد گفتند چشم‌های وی به صفی میرزا شباهت دارد و شاید او باشد ولی او منکر شد ولی مردم ساده لوح دور او جمع شدند و مرید وی شدند حاکم شوشتر قصد تنبیه او را داشت که به عثمانی رفت دولت عثمانی بدون اینکه شاهزادگی او را تحقیق کنند او را به دربار احضار کردند و در استانبول صفی‌میرزا را تحت الحمایه خود کردند. در سال ۱۱۵۶ قمری عثمانی در جنگ با نادرشاه او را با خود همراه کردند و اعلام کردند که دولت عثمانی قصد دارد تا صفی‌میرزا را در ایران به سلطنت برساند.

### سام میرزا
در سال ۱۱۵۶ قمری (۱۷۴۴میلادی) اطراف آذربایجان شخصی به نام سام‌میرزا ادعای شاهزادگی و فرزند شاه سلطان حسین را کرد. ابراهیم خان حاکم آذربایجان بینی او را برید و رهایش کرد و سام‌میرزا به داغستان رفت. چون مأموران نادرشاه درگرفتن مالیات خشونت فراوان می‌کردند سام میرزا از فرصت استفاده کرده و اهالی آن نواحی را دعوت به شورش می‌کرد، سام‌میرزا با جماعت لزگی که از نادرشاه کینه داشتند به سمت شروان رفت و دست به شورش زد، نصرالله میرزا با سپاهی ۱۵۰۰۰ نفره او را شکست داد و سام‌میرزا به گرجستان فرار کرد که بعداً دستگیر شد به فرمان نادرشاه یک چشم او را کور کردند و همراه با تعدادی از اسیران عثمانی به لشکر احمدپاشا در قارص که صفی‌میرزا (محمدعلی رفسنجانی) نزد او بود فرستاد تا برادران مجعول یکدیگر را ببینند و نادرشاه این پیغام را به عثمانی داد که نادرشاه از کشتن این مرد فرومایه خودداری نمود در صورتی که سلطان او را از صفویه دانست و از او طرفداری کرد. بعد از مرگ نادرشاه، سام‌میرزا باز در تبریز شورش کرد که بعد از دستگیری به نزد ابراهیم خان در اصفهان فرستاده شد و در همان‌جا کشته شد.